# Ronde van Drenthe 2017
Il Ronde van Drenthe 2017, cinquantacinquesima edizione della corsa, valido come evento dell'UCI Europe Tour 2017 categoria 1.1, si svolse l'11 marzo 2017 su un percorso di 206,2 km, con partenza ed arrivo a Hoogeveen, nei Paesi Bassi. La vittoria fu appannaggio dell'olandese Jan-Willem van Schip, che completò il percorso in 4h 48' 55" alla media di 42,82 km/h, precedendo il connazionale Twan Castelijns e il belga Jasper De Buyst, piazzatosi terzo.
Dei 162 ciclisti alla partenza tagliarono il traguardo in 94.

## Squadre partecipanti
| N.      | Cod. | Squadra                     |
| ------- | ---- | --------------------------- |
| 1-8     | RNL  | Roompot-Nederlandse Loterij |
| 11-18   | LTS  | Lotto-Soudal                |
| 21-28   | TLJ  | Team Lotto NL-Jumbo         |
| 31-38   | ABS  | Aqua Blue Sport             |
| 42-48   | CCC  | CCC Sprandi Polkowice       |
| 51-57   | FVC  | Fortuneo-Vital Concept      |
| 61-68   | GAZ  | Gazprom-RusVelo             |
| 71-78   | ICA  | Israel Cycling Academy      |
| 81-88   | NIP  | Nippo-Vini Fantini          |
| 91-98   | SVB  | Sport Vlaanderen-Baloise    |
| 101-108 | VWC  | Vérandas Willems-Crelan     |

| N.      | Cod. | Squadra                      |
| ------- | ---- | ---------------------------- |
| 112-118 | WGG  | Wanty-Groupe Gobert          |
| 121-128 | BDC  | Baby-Dump Cyclingteam        |
| 131-138 | BIK  | Bike Channel Canyon          |
| 141-148 | DCR  | Delta Cycling Rotterdam      |
| 151-158 | DJP  | Destil-Jo Piels Cycling Team |
| 161-168 | MET  | Metec-TKH                    |
| 171-178 | MCT  | Monkey Town Continental Team |
| 181-188 | RIW  | Riwal Platform Cycling Team  |
| 191-198 | SEG  | Seg Racing Academy           |
| 201-208 | TCO  | Team Coop                    |

## Ordine d'arrivo (Top 10)
| Pos. | Corridore            | Squadra          | Tempo    |
| ---- | -------------------- | ---------------- | -------- |
| 1    | Jan-Willem van Schip | Delta Rotterdam  | 4h48'55" |
| 2    | Twan Castelijns      | Lotto-Jumbo      | s.t.     |
| 3    | Jasper De Buyst      | Lotto-Soudal     | a 11"    |
| 4    | Adam Blythe          | Aqua Blue Sport  | s.t.     |
| 5    | Elmar Reinders       | Roompot          | s.t.     |
| 6    | Danilo Napolitano    | Wanty-Gobert     | s.t.     |
| 7    | Chris Opie           | Bike Channel     | s.t.     |
| 8    | Twan Brusselman      | Destil-Jo Piels  | s.t.     |
| 9    | Maxime Farazijn      | Sport Vlaanderen | s.t.     |
| 10   | František Sisr       | CCC Sprandi      | s.t.     |